# I Professionals
I Professionals (The Professionals) è una serie televisiva britannica in 57 episodi prodotta da Avengers Mk1 e London Weekend Television tra il 1977 e il 1981 e trasmessa per la prima volta su ITV nel corso di 5 stagioni dal 1977 al 1983. I protagonisti della serie erano Martin Shaw, Lewis Collins e Gordon Jackson, agenti dell'immaginario servizio segreto il CI5 (Criminal Intelligence 5, un chiaro riferimento al reale servizio di controspionaggio MI5).

## Trama
Il corpo CI5 (Criminal intelligence 5) è un immaginario servizio di polizia britannico incaricato dal ministro degli Interni di utilizzare qualsiasi mezzo per occuparsi dei reati di natura grave che vanno oltre le competenze della polizia e del servizio di sicurezza nazionale. La squadra deve occuparsi di una vasta gamma di cattivi tra cui terroristi, estremisti, spie e gli episodi rivelano trame tipiche del periodo della guerra fredda. Guidati dal formidabile George Cowley, il corpo CI5 è noto per l'uso di metodi non convenzionali e a volte illegali per battere i criminali o, come afferma Cowley, "si combatte il fuoco con il fuoco!". I due migliori agenti al servizio di Cowley sono Ray Doyle e William Bodie. Doyle è un detective ex-poliziotto che ha lavorato nelle zone più squallide di Londra, mentre Bodie è un ex-paracadutista, mercenario e sergente dello Special Air Service. Bodie e Doyle instaurano un'amicizia profonda e duratura, e sono quasi inseparabili. Anche se la loro lealtà verso Cowley è fuori discussione, non esitano a disobbedire agli ordini se questo significa ottenere il giusto risultato, sia per il caso che stanno affrontando, sia per sé stessi.

## Personaggi
- George Cowley (57 episodi, 1977-1983), interpretato da	Gordon Jackson.
- Doyle (57 episodi, 1977-1983), interpretato da	Martin Shaw.
- Bodie (57 episodi, 1977-1983), interpretato da	Lewis Collins.
- Betty (8 episodi, 1977-1978), interpretata da Bridget Brice.
- Murphy (7 episodi, 1980-1983), interpretato da	Steve Alder.
- agente CI5 (5 episodi, 1978-1982), interpretato da Pat Gorman.
- bionda (3 episodi, 1978), interpretata da Pamela Stephenson.
- Prete (3 episodi, 1978), interpretato da Allan Surtees.
- diplomatico arabo (3 episodi, 1978-1979), interpretato da Nadim Sawalha.
- Chauffeuse (3 episodi, 1978-1979), interpretata da Sally Harrison.
- Ruth, ragazza CI5 (3 episodi, 1978), interpretata da Diana Weston.
- Benny, agente CI5 (3 episodi, 1977-1978), interpretato da Trevor Adams.
- Dale (3 episodi, 1978-1979), interpretato da Frank Jarvis.
- Prete (3 episodi, 1978-1979), interpretato da Dick Sullivan.

## Produzione
La serie, ideata da Brian Clemens, fu prodotta da London Weekend Television e Mark 1 Productions e girata a Londra in Inghilterra. Le musiche furono composte da Laurie Johnson. La serie doveva essere originariamente chiamata The A-Squad.

### Registi
Tra i registi della serie sono accreditati:
- William Brayne (11 episodi, 1978-1983)
- Martin Campbell (5 episodi, 1978-1980)
- Dennis C. Lewiston (4 episodi, 1979-1980)
- Anthony Simmons (3 episodi, 1978-1982)
- David Wickes (3 episodi, 1978)
- Dennis Abey (3 episodi, 1979-1982)
- Ian Sharp (3 episodi, 1980-1982)
- Douglas Camfield (2 episodi, 1977-1980)
- Ray Austin (2 episodi, 1978)
- Christopher King (2 episodi, 1979-1983)
- Chris Burt (2 episodi, 1980-1983)
- Phil Meheux (2 episodi, 1980-1983)

## Distribuzione
La serie fu trasmessa in Gran Bretagna dal 1977 al 1983 sulla rete televisiva Independent Television. In Italia è stata trasmessa dal 1980 dapprima su Rai 2 (all'epoca Rete 2) e successivamente su Rai 3, poi su Telemontecarlo in replica con il titolo I Professionals.
Alcune delle uscite internazionali sono state:
- in Gran Bretagna il 30 dicembre 1977 (The Professionals)
- in Germania Ovest il 7 ottobre 1981 (Die Profis)
- in Svezia il 12 giugno 1985
- in Francia il 18 febbraio 1989 (Les professionnels)
- in Argentina, Spagna, Venezuela (Los profesionales)
- in Grecia (Oi epangelmaties)
- in Finlandia (Ammattilaiset)
- in Italia (I Professionals)

## Episodi
| Stagione         | Episodi | Prima TV UK |
| ---------------- | ------- | ----------- |
| Prima stagione   | 13      | 1977-1978   |
| Seconda stagione | 10      | 1978        |
| Terza stagione   | 8       | 1979        |
| Quarta stagione  | 15      | 1980        |
| Quinta stagione  | 11      | 1982-1983   |

## Autoveicoli e armi

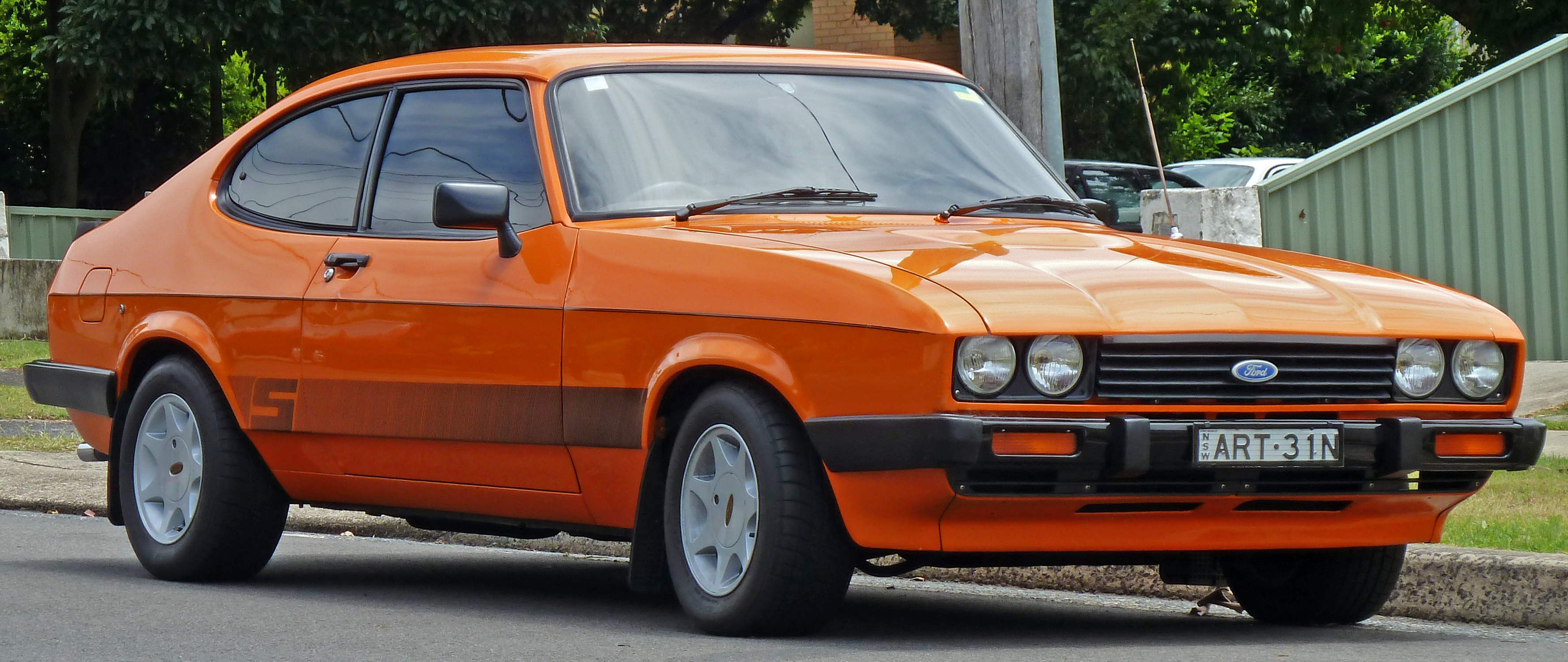
Ford Capri 2.0 S

La serie rese molto popolare la Ford Capri. Dalla seconda serie la Ford sponsorizzò la produzione. Nella prima serie vi furono diversi veicoli britannici (British Leyland MC). Le armi impiegate furono da arsenali delle forze armate britanniche, successivamente europee e americane.

### Veicoli

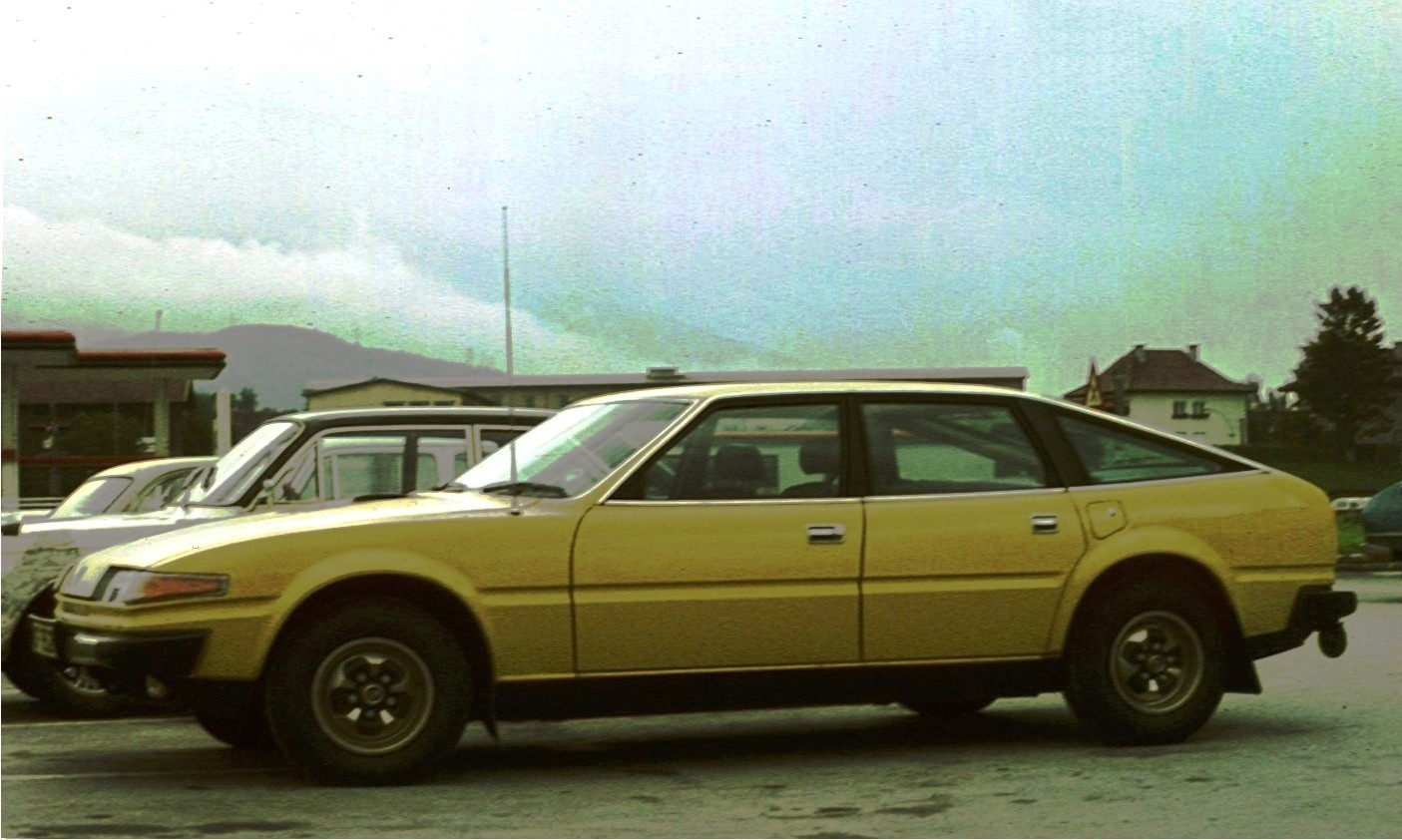
Rover SD1 (Sezione CI 5)
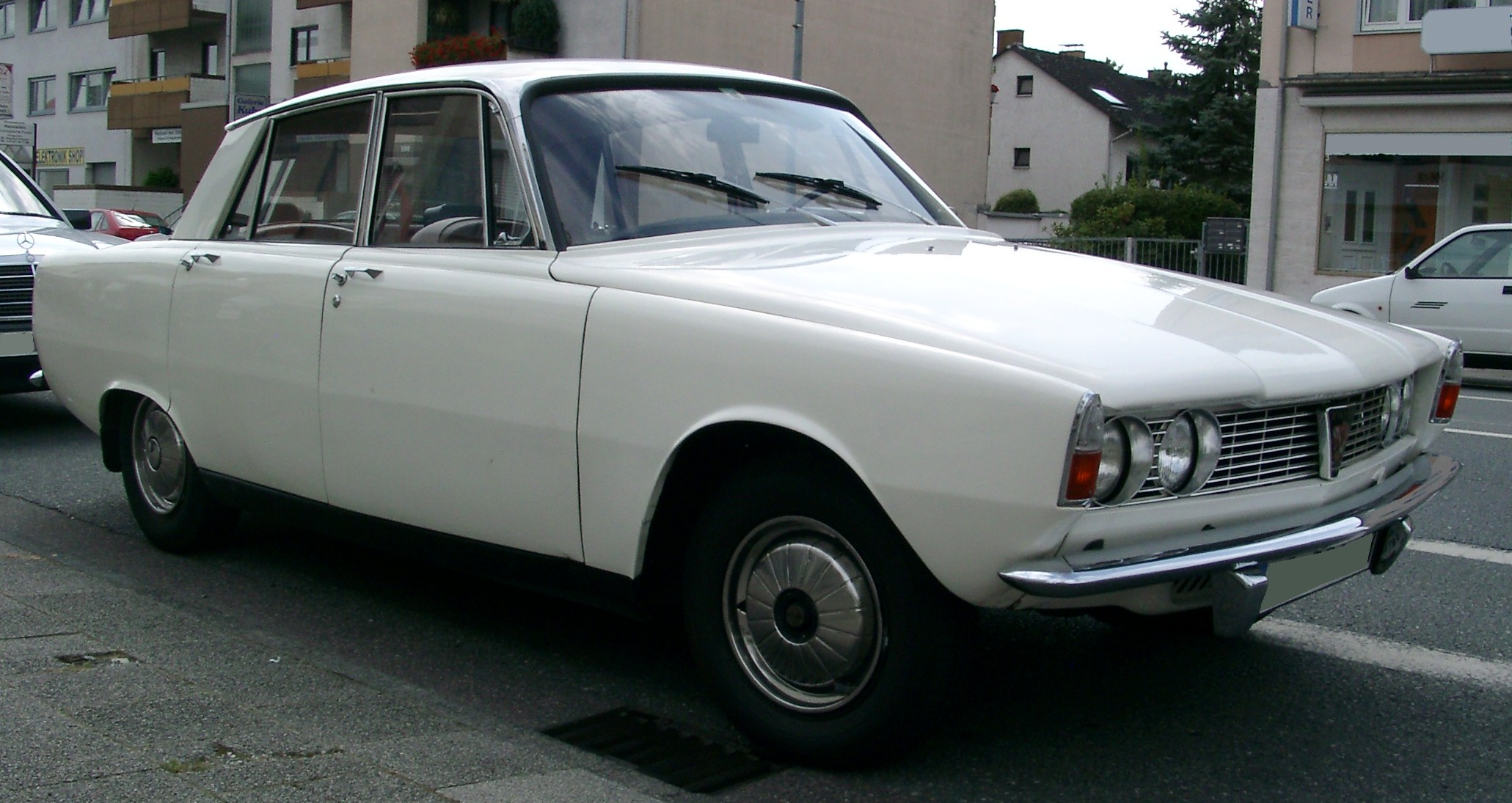
Rover P6 (Cowley)
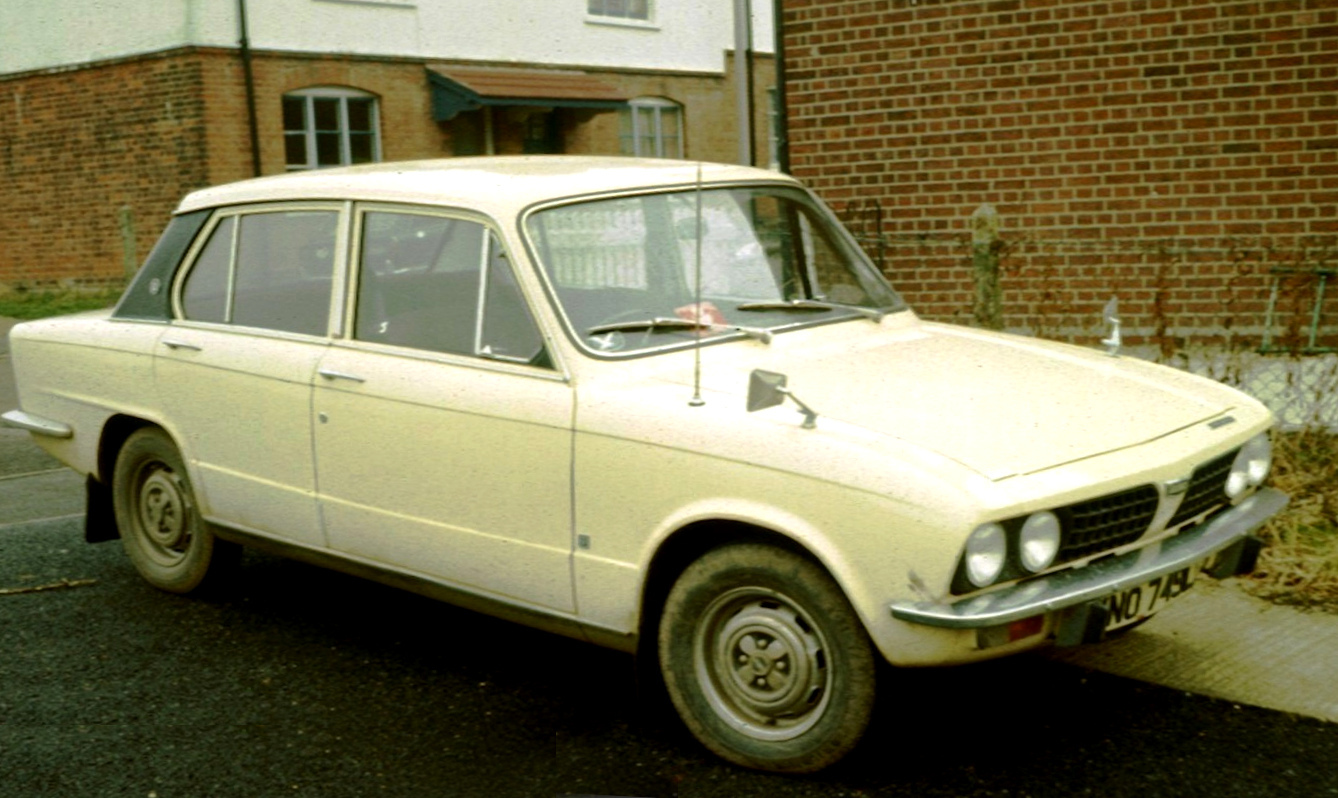
Triumph Dolomite (Bodie)
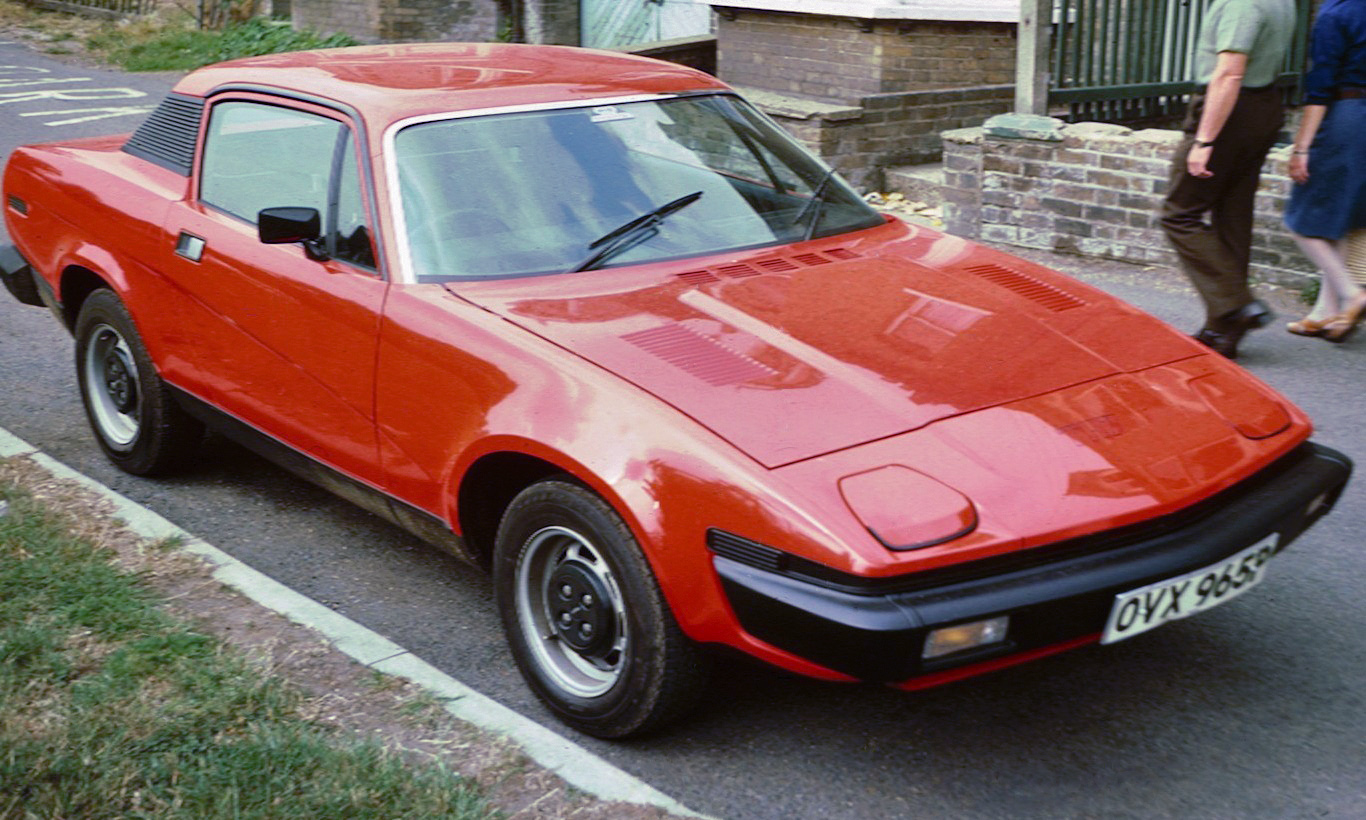
Triumph TR7 (Doyle)
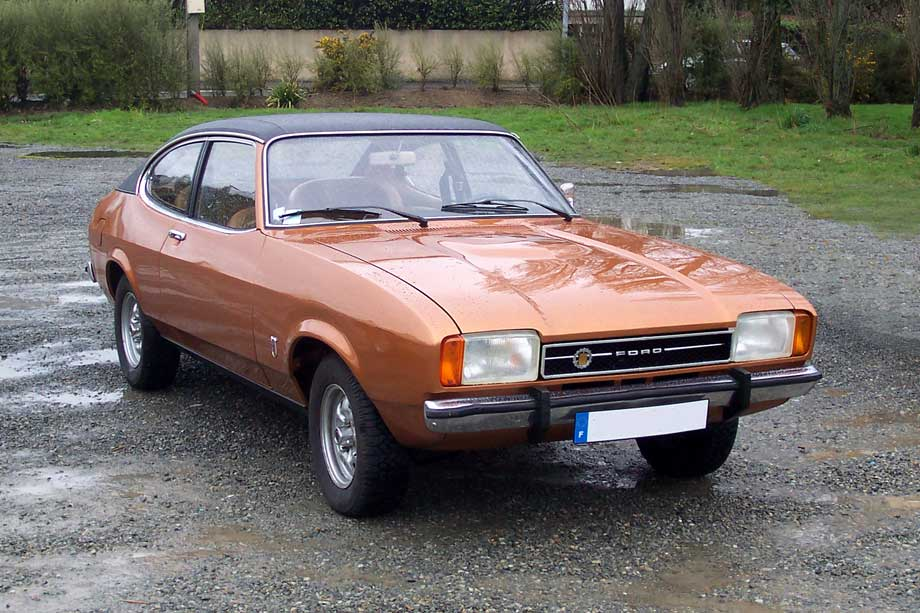
Ford Capri Mk2 (Bodie)
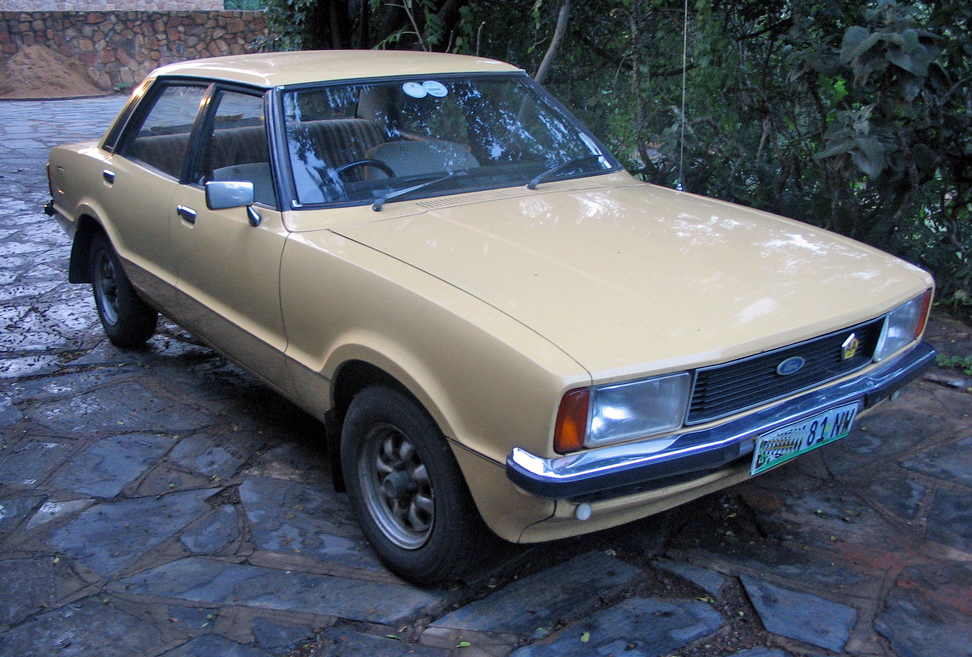
Ford Cortina (Sezione CI 5)
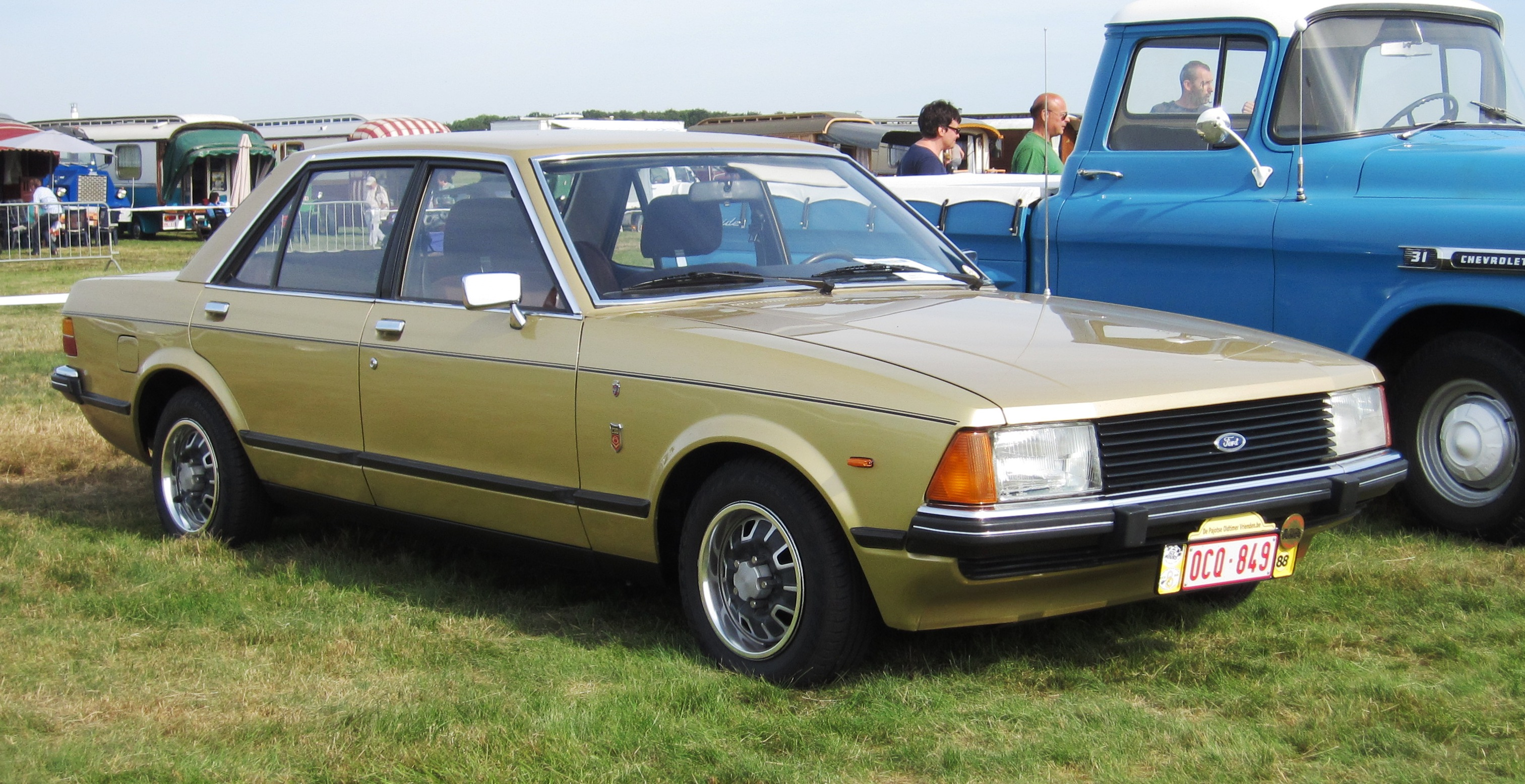
Ford Granada MK II (Cowley)
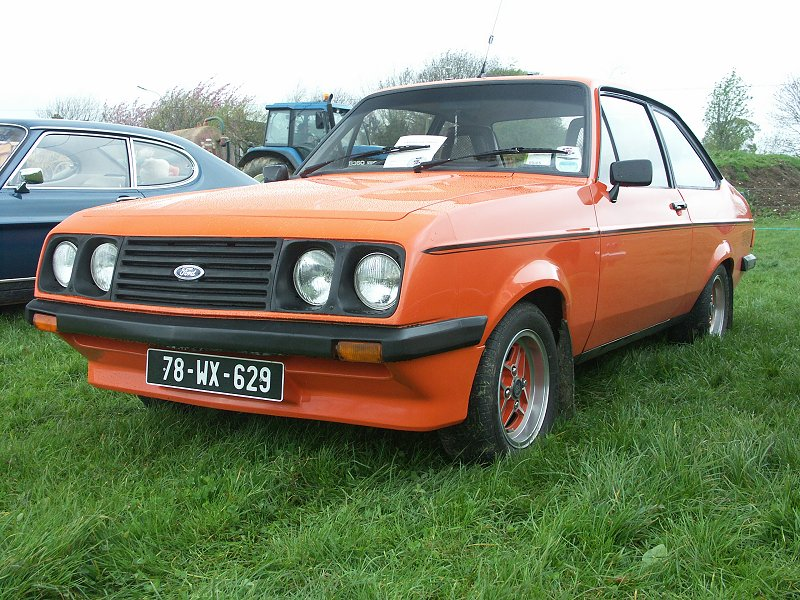
Ford Escort RS2000 (Doyle)

### Armi
Bodie e Doyle erano equipaggiati con una FN Browning HP canadese. Cowley teneva inoltre una Smith & Wesson 36. Dalla terza serie Doyle utilizza una Walther P38 e Bodie un revolver Smith & Wesson 19.

## Critiche
Nonostante le scene di sangue fossero sporadiche, la serie fu comunque spesso criticata per la sua eccessiva violenza, con la presenza consueta di omicidi perpetrati tramite sparatorie, arti marziali e strangolamenti.
Per massimizzare l'azione sullo schermo, Martin Shaw e Lewis Collins presero delle lezioni da autentici stuntman e vennero incoraggiati a guidare le loro auto il più velocemente possibile, per quanto la London Weekend Television affermasse che i due attori dovessero essere accompagnati dall'autista quando andavano sul set.
Parte della stampa britannica insisteva su questi aspetti per criticare la serie, bollandola come sciocca e "fumettistica". Tuttavia altri critici, tra cui quelli di The Times e di The Daily Telegraph, erano più benevoli.
L'episodio Klansmen della prima stagione fu ritirato nel Regno Unito per motivi razziali e non fu mai trasmesso sui canali terrestri, anche se passò - e senza tagli - sul canale televisivo via cavo Super Channel nel 1987. All'estero invece l'episodio fu trasmesso in diversi paesi quali Sudafrica, Nuova Zelanda, Australia e Filippine. La London Weekend Television continua a rifiutarsi di spiegare la censura e intanto l'episodio resta non disponibile per i telespettatori britannici, mentre la sua trasmissione viene regolarmente autorizzata all'estero.
La serie fu anche criticata perché ritenuta politicamente scorretta. In particolare, l'attivista Mary Whitehouse mise in evidenza l'uso di una terminologia sessista e razzista. All'epoca però tali dialoghi non erano considerati offensivi verso le minoranze. Ma, a partire dalla fine degli anni ottanta, cominciarono a farsi sentire le critiche femministe. Tuttavia, ad eccezione del summenzionato Klansmen - nel quale la terminologia razzista era elemento funzionale all'episodio –, rispetto ad altre serie analoghe e contemporanee come L'ispettore Regan, l'uso di termini razzisti ne I Professionals era modesto.
Martin Shaw criticò pubblicamente la serie durante la produzione, lamentandosi di interpretare un personaggio monodimensionale in uno show monodimensionale. Molti anni dopo la fine della serie, la London Weekend Television fu contrattualmente obbligata a rinegoziare le spettanze per le repliche agli attori principali. Non volendo andare incontro alle richieste di Martin Shaw, i programmi per trasmettere ulteriori repliche della serie su ITV furono ritirati, cosa che portò Lewis Collins ad esprimere pubblicamente alla stampa il suo disappunto nei confronti del collega. Alla fine comunque Shaw trovò un accordo sulla trasmissione via satellite, secondo un'intervista di "Radio Times", dopo essere stato informato con discrezione che la vedova di Gordon Jackson versava in difficoltà finanziarie.
L'intera serie venne trasmessa regolarmente sul defunto canale Granada Plus a partire dal 1997: gli episodi furono però radicalmente editati per permetterne la trasmissione in orario diurno. Anche in questo caso la "London Weekend Television" non permise la trasmissione dell'episodio Klansmen.